# Big Boat
Big Boat è il quattordicesimo album in studio del gruppo musicale statunitense Phish, pubblicato nel 2016.

## Tracce
1. Friends – 3:43 (Jon Fishman)
2. Breath and Burning – 4:20 (Trey Anastasio)
3. Home – 6:27 (Page McConnell)
4. Blaze On – 4:20 (Anastasio, Tom Marshall)
5. Tide Turns – 4:21 (Anastasio)
6. Things People Do – 1:55 (McConnell)
7. Waking Up Dead – 4:15 (Mike Gordon, Scott Murawski)
8. Running Out of Time – 3:32 (Anastasio, Marshall)
9. No Men in No Man's Land – 5:00 (Anastasio, Marshall)
10. Miss You – 7:02 (Anastasio)
11. I Always Wanted It This Way – 4:29 (McConnell)
12. More – 4:22 (Anastasio)
13. Petrichor – 13:33 (Anastasio)

## Formazione
- Trey Anastasio – chitarra, voce (tracce 2, 4, 5, 8, 9, 10, 12, 13)
- Page McConnell – tastiera, cori, voce (3, 6, 11)
- Mike Gordon – basso, cori, voce (7)
- Jon Fishman – batteria, cori, voce (1)